# Jodis urosticta
Jodis urosticta là một loài bướm đêm trong họ Geometridae.